# Gonna Make You Sweat (Everybody Dance Now)
Gonna Make You Sweat (Everybody Dance Now) ist ein Lied von C+C Music Factory und Freedom Williams aus dem Jahr 1990, das von Robert Clivillés und Freedom Williams geschrieben wurde. Es erschien auf dem Album Gonna Make You Sweat.

## Geschichte
Der Rap im Lied stammt von Freedom Williams und der Gesang von Martha Wash. 1994 verklagten Martha Wash und die anderen Mitglieder von C+C Music Factory die Produzenten Robert Clivillés und David Cole, da nicht alle Mitglieder der Band in der Besetzungsliste des Debütalbums erwähnt wurden. Man einigte sich außergerichtlich.
Der Dance-Pop/Hip-House-Song wurde am 18. Oktober 1990 veröffentlicht und war in den Vereinigten Staaten, Kanada, Deutschland, Österreich, der Schweiz und den Niederlanden ein Nummer-eins-Hit. Als Gonna Make You Sweat (Everybody Dance Now) veröffentlicht wurde, kam der Erfolg schnell und galt als Wegbereiter in die 1990er-Dance-Szene.
Das Lied ist in vielen Filmen zu hören, darunter Ein Vermieter zum Knutschen, Sister Act, (K)ein Vater gesucht, Space Jam, Was das Herz begehrt, Old School, Himmel und Huhn, Robots, Der Herr des Hauses, Jarhead, Evan allmächtig, Detention und Pain & Gain, ebenso in den Fernsehserien Der Prinz von Bel-Air, Die Simpsons, King of Queens, American Dad und 30 Rock sowie in einer Werbung von Check24.

## Musikvideo
Im Musikvideo tanzen die Tänzer vor einem weißen Hintergrund. Zu den von Martha Wash gesungenen Passagen mimt die Tänzerin Zelma Davis den Gesang, und kurz vor dem Ende des Clips folgt eine Seilspring-Szene.

## Kommerzieller Erfolg

### Chartplatzierungen
| ChartsChartplatzierungen       | Höchstplatzierung | Wochen |
| ------------------------------ | ----------------- | ------ |
| Deutschland (GfK)              | 1 (19 Wo.)        | 19     |
| Österreich (Ö3)                | 1 (13 Wo.)        | 13     |
| Schweiz (IFPI)                 | 1 (17 Wo.)        | 17     |
| Vereinigte Staaten (Billboard) | 1 (25 Wo.)        | 25     |
| Vereinigtes Königreich (OCC)   | 3 (12 Wo.)        | 12     |

| ChartsJahrescharts (1991)      | Platzierung |
| ------------------------------ | ----------- |
| Deutschland (GfK)              | 11          |
| Österreich (Ö3)                | 30          |
| Schweiz (IFPI)                 | 13          |
| Vereinigte Staaten (Billboard) | 3           |

### Auszeichnungen für Musikverkäufe
| Land/Region                  | Auszeichnungen für Musikverkäufe (Land/Region, Auszeichnung, Verkäufe) | Verkäufe  |
| ---------------------------- | ---------------------------------------------------------------------- | --------- |
| Australien (ARIA)            | Gold                                                                   | 35.000    |
| Japan (RIAJ)                 | Gold                                                                   | 100.000   |
| Neuseeland (RMNZ)            | Platin                                                                 | 10.000    |
| Vereinigte Staaten (RIAA)    | 2× Platin                                                              | 2.000.000 |
| Vereinigtes Königreich (BPI) | Gold                                                                   | 400.000   |
| Insgesamt                    | 3× Gold · 3× Platin ·                                                  | 2.510.000 |

## Coverversionen
- 1997: Martha Wash
- 2006: Bob Sinclar & Cutee B feat. Dollarman & Big Ali & Makedah (Rock This Party)
- 2006: Plastik Funk
- 2009: Crazy Frog
- 2020: Little Big